# Andrzej Skrobacki
Andrzej Jan Skrobacki (ur. 28 stycznia 1928 w Gniewkowie, zm. 2 lutego 1992 w Olsztynie), lekarz polski, historyk medycyny.

## Życiorys
Był synem Kazimierza (inżyniera) i Anny ze Zwierzyńskich (urzędniczki pocztowej). Wcześnie osierocony przez ojca, po jego śmierci w 1931 mieszkał wraz z matką i bratem w Poznaniu. W grudniu 1939 rodzina została wysiedlona do Generalnego Gubernatorstwa, do Iwanisk koło Opatowa. Tam Andrzej Skrobacki kształcił się na tajnych kompletach, kończąc szkołę powszechną i trzy klasy gimnazjum. Po wojnie kontynuował naukę w Gimnazjum i Liceum im. Św. Jana Kantego w Poznaniu, uzyskując w 1946 świadectwo dojrzałości. Podjął w tymże roku studia na Wydziale Lekarskim Uniwersytetu Poznańskiego, w 1950 przekształconym w Wydział Lekarski Akademii Medycznej. Studia umożliwiło mu stypendium Ministerstwa Zdrowia. W lipcu 1952, po uzyskaniu absolutorium, powołany został do służby wojskowej i dwa ostatnie egzaminy dyplomowe złożył na Kursie Przysposobienia Oficerów w Łodzi; 17 grudnia 1952 otrzymał dyplom lekarza poznańskiej Akademii Medycznej.
W grudniu 1952, po promocji oficerskiej, skierowany został do jednostki Wojsk Ochrony Pogranicza w Gliwicach, gdzie był lekarzem ambulatoryjnym. Potem pracował w Przemyślu, wreszcie w Olsztynie, gdzie początkowo był asystentem laboratorium analitycznego Szpitala Ministerstwa Spraw Wewnętrznych (późniejszej Polikliniki Komendy Wojewódzkiej Milicji Obywatelskiej); we wrześniu 1961, posiadając już specjalizację II stopnia w zakresie analityki lekarskiej (uzyskaną w lutym 1958), został kierownikiem tego laboratorium, dążąc do jego unowocześnienia i uruchamiając całodobowe dyżury. Kierował jednocześnie Laboratorium Analitycznym Wojewódzkiej Przychodni Skórno-Wenerologicznej w Olsztynie (1958-1991), wprowadzając tam pionierskie w skali kraju badania immunofluorescencyjne. Pracował także od 1974 w Wojewódzkim Zespole Pomocy Doraźnej. Od 1979 kierował kołem naukowym w olsztyńskiej poliklinice. Wraz z końcem sierpnia 1982 przeszedł na własną prośbę na wcześniejszą emeryturę, w stopniu podpułkownika.
Od końca lat 50. interesował się historią medycyny, i z tej dziedziny przygotował rozprawę doktorską Polacy na Wydziale Lekarskim Uniwersytetu w Królewcu, obronioną w warszawskiej Akademii Medycznej 20 października 1969. Promotorem pracy, w której przedstawiono sylwetki przeszło 400 lekarzy, był profesor Stanisław Konopka. Łącznie Skrobacki był autorem lub współautorem 314 publikacji: książek, artykułów, recenzji, tłumaczeń; wiele z nich zdobywało wyróżnienia towarzystw lekarskich. Jako historyk medycyny zajmował się przede wszystkim środowiskiem królewieckim oraz Warmią i Mazurami, wykorzystując miejscowe materiały archiwalne, a także prowadząc kwerendy w Merseburgu, Poczdamie, Halle, Berlinie, pod koniec życia w Londynie. Poza rozprawą doktorską, która ukazała się drukiem w Olsztynie w 1969, opublikował Album lekarzy-pionierów Okręgu Mazurskiego 1945-1946 (1980), w którym przedstawił działalność twórców polskiego powojennego lecznictwa w województwie olsztyńskim; otrzymał za tę książkę I nagrodę olsztyńskiego oddziału Polskiego Towarzystwa Lekarskiego. W redagowanej przez siebie pracy zbiorowej Aktualne problemy zdrowotne ludności województwa olsztyńskiego (1975) ogłosił Bibliografię prac lekarzy Warmii i Mazur za lata 1945-1974. Okręgowa Warmińsko-Mazurska Izba Lekarska wyróżniła Skrobackiego w 1990 II nagrodą za pracę Deutsch-polnische Edikte des 18. Jahrhunderst als Quelle zur Geschichte der Medizin, ogłoszoną w "Zeitschrift für ärztliche Fortbildung". W kilku publikacjach Skrobacki zajmował się osobą Roberta Kocha, w tym jego współpracą z wolsztyńskim aptekarzem Józefem Knechtelem. Ponadto ogłosił m.in. Choroba Albrechta Fryderyka Pruskiego i jej "dziennik" ("Rocznik Olsztyński", 1965, tom V), J. E. Helwing ("Polski Tygodnik Lekarski", 1966, nr 50), Służba zdrowia. Województwo olsztyńskie w latach 1945-1965 (ze Stanisławem Flisem, "Rocznik Olsztyński", 1967, tom VI), Z pobytu lekarzy polskich w Królewcu po powstaniu listopadowym ("Komunikaty Mazursko-Warmińskie", 1971, nr 4), Testament sekretarza królewskiego, historiografa, lekarza i kanonika warmińskiego J. Pastoriusa ("Komunikaty Mazursko-Warmińskie", 1973, nr 1-2). Część artykułów prasowych z różnych lat zebrał w książce Nie uzbrojonym okiem lekarza (1986). Z innych publikacji Skrobackiego, dotyczącej jego działalności zawodowej jako lekarza, można wymienić prace Rola dyżurów nocnych w zwalczaniu chorób wenerycznych na przykładzie Wojewódzkiej Przychodni Skórno-Wenerologicznej w Olsztynie ("Zdrowie Publiczne", 1979, nr 1) oraz Udział laboratorium w zwalczaniu chorób wenerycznych ("Diagnostyka Laboratoryjna", 1975, nr 1).
Uczestniczył w szeregu międzynarodowych kongresów historyków medycyny, m.in. w Budapeszcie, Halle, Płowdiw, Frankfurcie nad Odrą. W 1974 w Budapeszcie wygłosił referat Aufgefundene bisher unbekannte Briefe des Arztes Karol Marcinkowski aus Poznan. Kilkakrotnie brał udział w krajowych zjazdach historyków medycyny - w Szczecinie (1976), Łodzi (1979), Katowicach (1982), Krakowie (1991). Był wieloletnim działaczem Polskiego Towarzystwa Historyków Medycyny i jako członek zarządu tej organizacji w 1973 przewodniczył komitetowi organizacyjnemu Kopernikowskiego Sympozjum Lekarzy w Olsztynie i Fromborku (na 500-lecie urodzin Kopernika). W listopadzie 1973, jako pokłosie sympozjum, powstał olsztyński oddział Polskiego Towarzystwa Historyków Medycyny. Skrobacki stanął na czele oddziału, będącego wówczas jedynym działającym w mieście bez akademii medycznej, i pełnił funkcję prezesa do końca życia. 20 września 1991 otrzymał tytuł członka honorowego Polskiego Towarzystwa Historii Medycyny i Farmacji.
Udzielał się także w innych organizacjach lekarskich i historycznych. Współorganizator Warmińsko-Mazurskiej Izby Lekarskiej, od 1990 redagował "Biuletyn Lekarski" tej izby. Wchodził w skład komitetu redakcyjnego kwartalnika "Problemy Lekarskie". W latach 1964–1978 pełnił funkcję wiceprzewodniczącego oddziału olsztyńskiego Polskiego Towarzystwa Lekarskiego, był także wiceprzewodniczącym lokalnych struktur Polskiego Towarzystwa Diagnostycznego, członkiem zarządu oddziału Polskiego Towarzystwa Historycznego, członkiem Towarzystwa Naukowego Ośrodka Badań Naukowych im. Wojciecha Kętrzyńskiego w Olsztynie. Na członka powołało go także Międzynarodowe Towarzystwo Historii Medycyny (Société Internationale d'Histoire de la Médicine).
Był odznaczony m.in. Krzyżem Kawalerskim Orderu Odrodzenia Polski, Złotym Krzyżem Zasługi, Odznaką "Zasłużony Działacz Kultury", Złotym, Srebrnym i Brązowym Medalem "Siły Zbrojne w Służbie Ojczyzny". Wyróżniony został także dyplomem Polskiego Towarzystwa Lekarskiego im. Wojciecha Oczki "w uznaniu zasług na polu krzewienia historii, etyki i kultury medycyny", a Frombork nadał mu w 1978 tytuł honorowego obywatela miasta. 
Zmarł w lutym 1992 w Olsztynie, pochowany został na tamtejszym cmentarzu komunalnym (ul. Poprzeczna). Od 1956 był żonaty z Heleną z domu Leńczyk (1926-1979), miał dwie córki - Agatę (ur. 1956), biologa, oraz Zuzannę (ur. 1964), absolwentkę bibliotekoznawstwa i informacji naukowej.